# Uberispora tropicalis
Uberispora tropicalis är en svampart som beskrevs av Bhat & W.B. Kendr. 1993. Uberispora tropicalis ingår i släktet Uberispora, divisionen sporsäcksvampar och riket svampar.   Inga underarter finns listade i Catalogue of Life.